# Liste der Mitglieder der Nationalversammlung der 12. Wahlperiode (Frankreich)
In der Liste der Mitglieder der Nationalversammlung der 12. Wahlperiode (Frankreich) sind Abgeordnete alphabetisch aufgelistet, die mit der Wahl 2002 für die 12. Legislaturperiode von 2002 bis 2007 in die französische Nationalversammlung (frz. Assemblée Nationale) gewählt wurden. Für die aktuellen Abgeordneten siehe: Liste der Mitglieder der Nationalversammlung der 15. Wahlperiode (Frankreich)

## A
- Jean-Pierre Abelin, UDF, Vienne

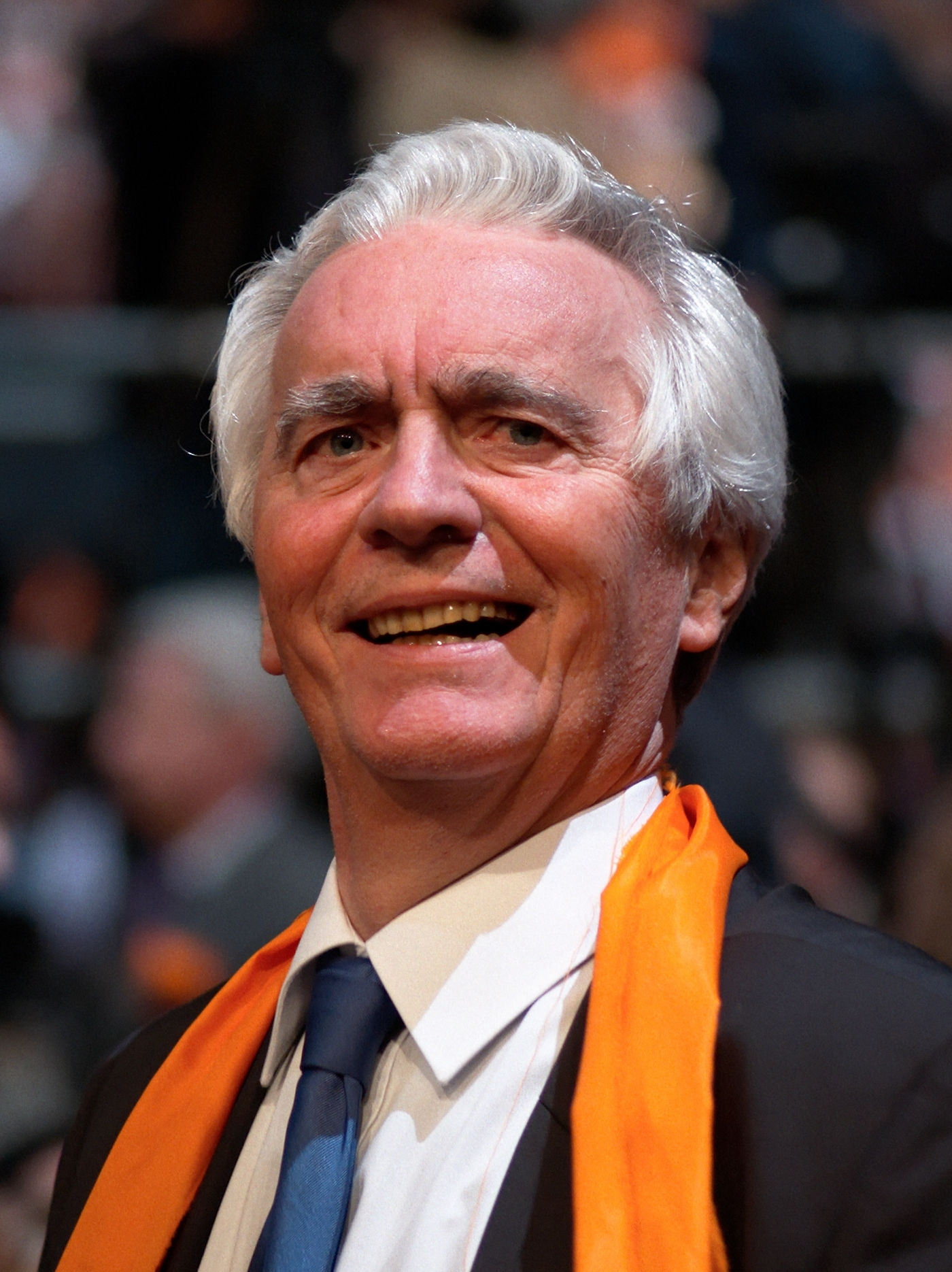
Jean-Pierre Abelin, 2007

- Jean-Claude Abrioux, UMP, Seine-Saint-Denis
- Bernard Accoyer, UMP, Haute-Savoie
- Patricia Adam, PS, Finistère
- Manuel Aeschlimann, UMP, Hauts-de-Seine
- Damien Alary, PS, Gard
- Pierre Albertini, UDF, Seine-Maritime
- Alfred Almont, UMP, Martinique
- Jean-Paul Anciaux, UMP, Saône-et-Loire
- René André, UMP, Manche
- Sylvie Andrieux-Bacquet, PS, Bouches-du-Rhône
- Gilles Artigues, UDF, Loire
- François Asensi, PC, Seine-Saint-Denis
- Philippe Auberger, UMP, Yonne
- François d’Aubert, UMP, Mayenne
- Jean-Marie Aubron, PS, Moselle
- Jean Auclair, UMP, Creuse
- Bertho Audifax, UMP, Réunion
- Martine Aurillac, UMP, Paris
- Jean-Marc Ayrault, PS, Loire-Atlantique

## B

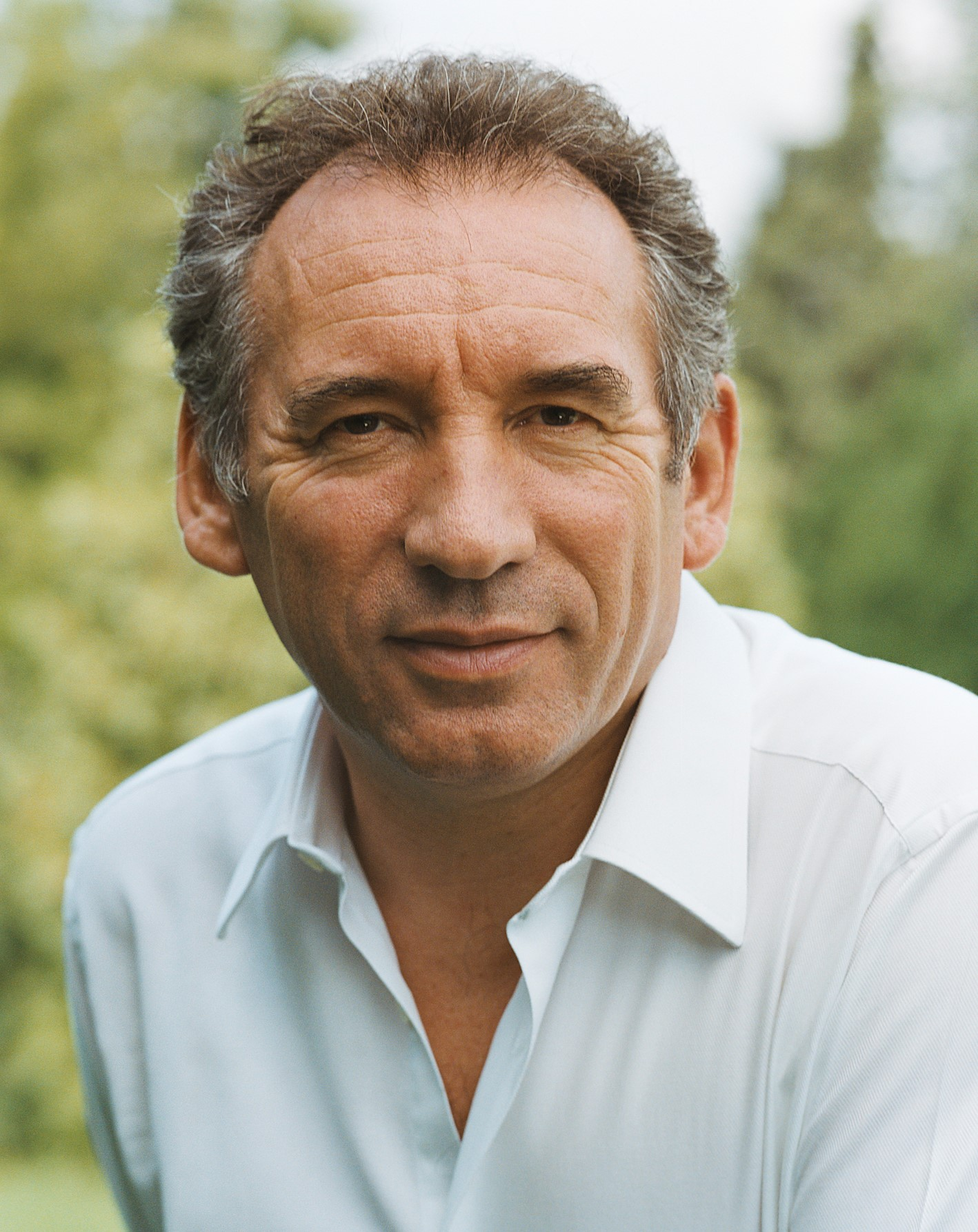
François Bayrou

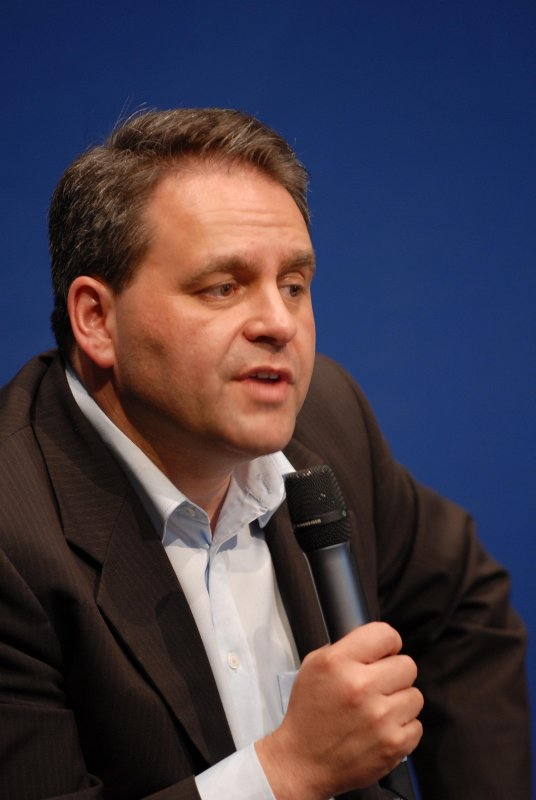
Xavier Bertrand, August 2007

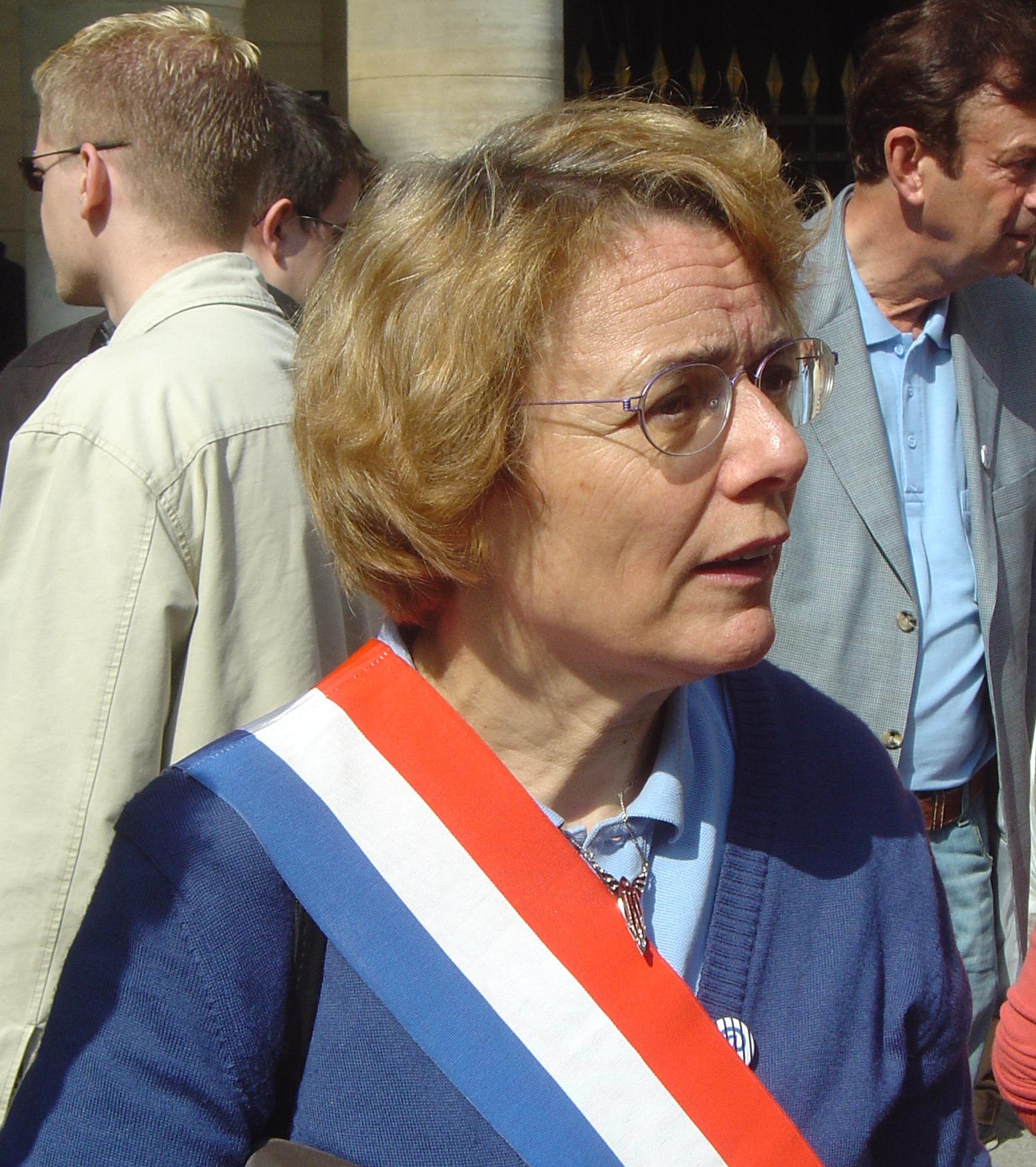
Martine Billard

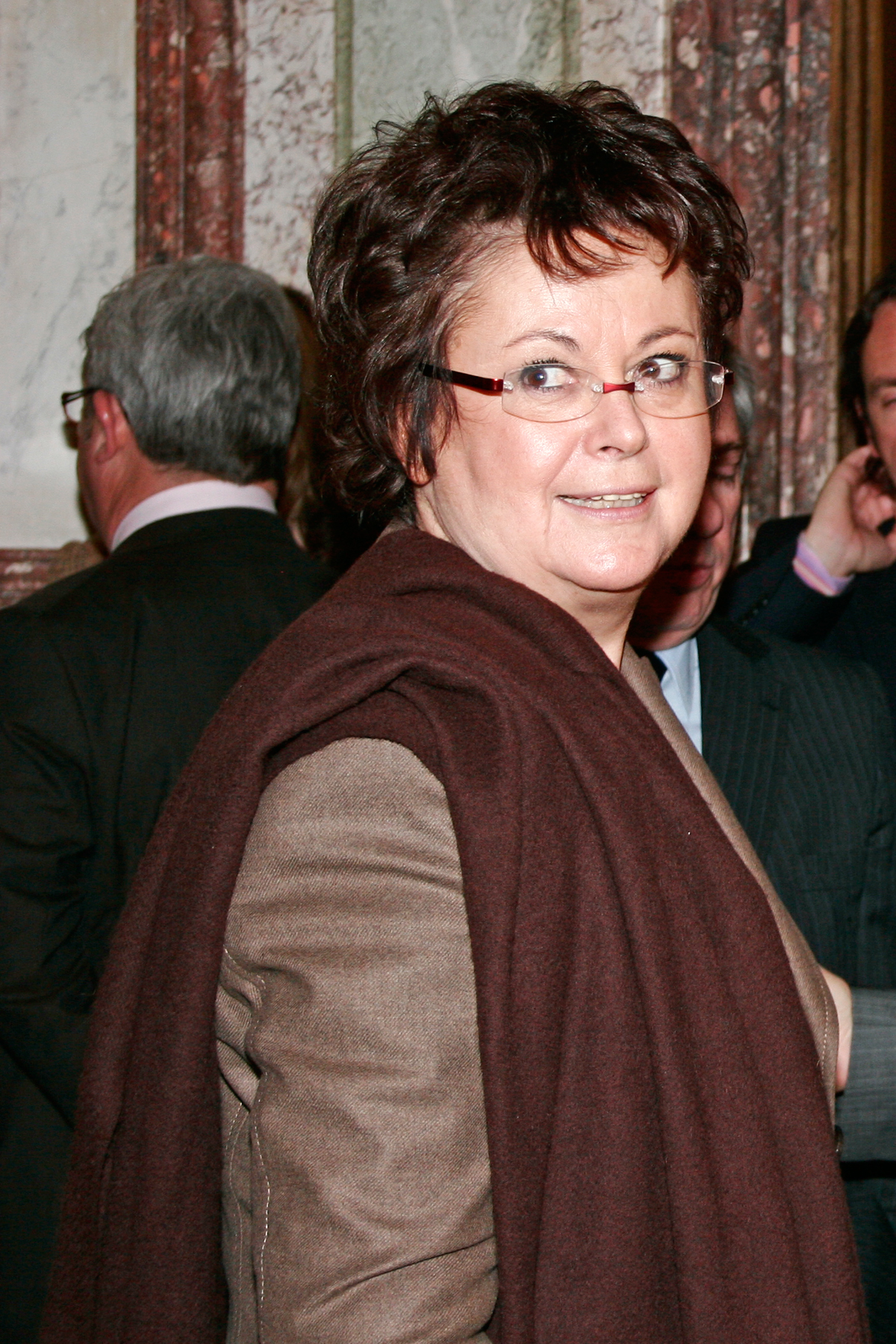
Christine Boutin

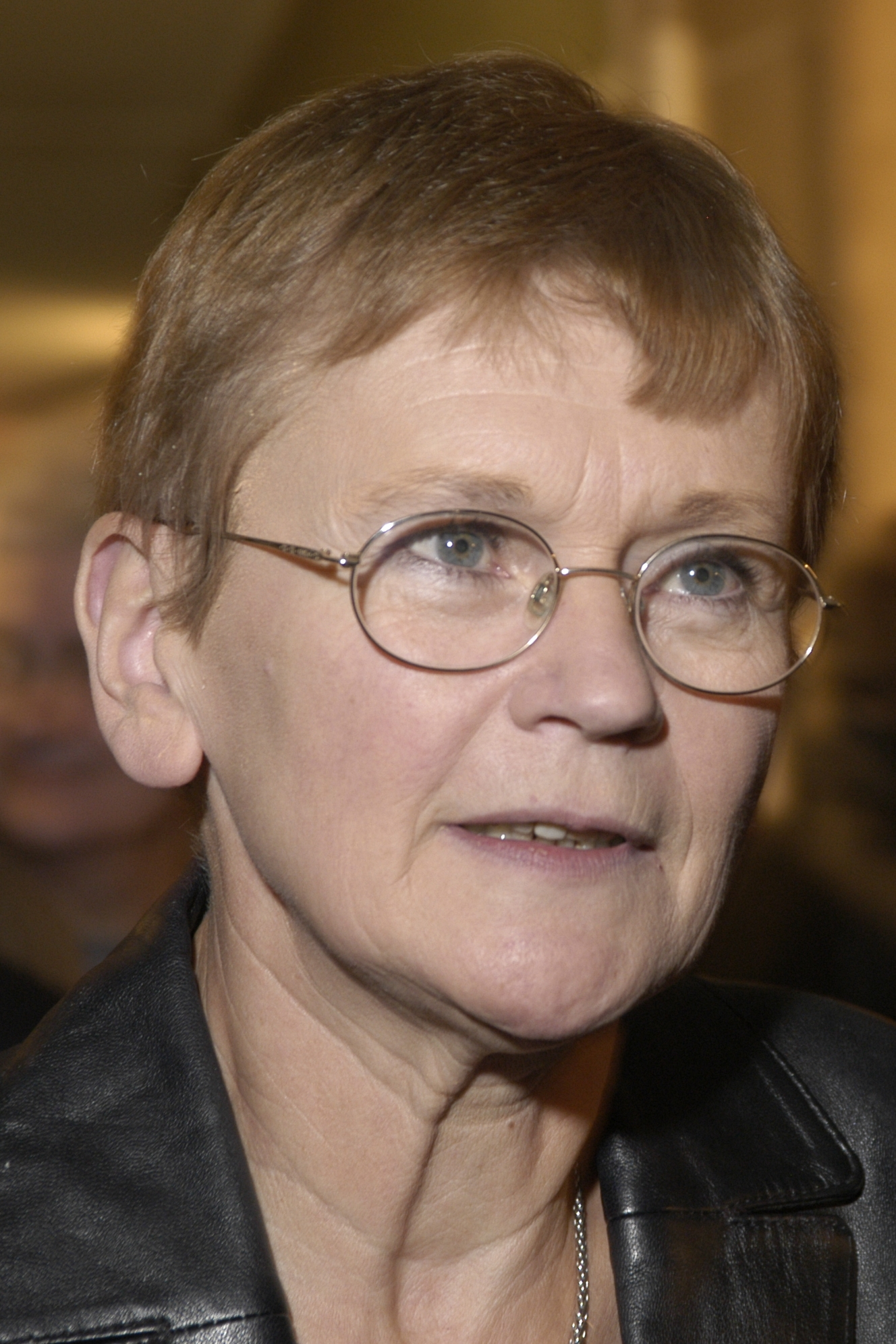
Marie-George Buffet

- Jean-Paul Bacquet, PS, Puy-de-Dôme
- Pierre-Christophe Baguet, UDF, Hauts-de-Seine
- Patrick Balkany, parteilos, Hauts-de-Seine
- Édouard Balladur, UMP, Paris
- Jean-Pierre Balligand, PS, Aisne
- Gérard Bapt, PS, Haute-Garonne
- Jean Bardet, UMP, Val-d’Oise
- Brigitte Barèges, UMP, Tarn-et-Garonne
- François Baroin, UMP, Aube
- Jacques Barrot, UMP, Haute-Loire
- Claude Bartolone, PS, Seine-Saint-Denis
- Jacques Bascou, PS, Aude
- Sylvia Bassot, UMP, Orne
- Christian Bataille, PS, Nord
- Jean-Claude Bateux, PS, Seine-Maritime
- François Bayrou, UDF, Pyrénées-Atlantiques
- Jean-Claude Beauchaud, PS, Charente
- Patrick Beaudouin, UMP, Val-de-Marne
- Joël Beaugendre, UMP, Guadeloupe
- Jean-Claude Beaulieu, UMP, Charente-Maritime
- Huguette Bello, parteilos, Réunion
- Jacques-Alain Bénisti, UMP, Val-de-Marne
- Jean-Louis Bernard, UMP, Loiret
- Marc Bernier, UMP sowie République solidaire, Mayenne
- André Berthol, UMP, Moselle
- Jean-Michel Bertrand, UMP, Ain
- Xavier Bertrand, UMP, Aisne
- Jean-Yves Besselat, UMP, Seine-Maritime
- Éric Besson, PS, Drôme
- Jean Besson, UMP, Rhône
- Gabriel Biancheri, UMP, Drôme
- Jean-Louis Bianco, PS, Alpes-de-Haute-Provence
- Gilbert Biessy, communiste, Isère
- Jérôme Bignon, UMP, Somme
- Martine Billard, parteilos, Paris
- Jean-Marie Binetruy, UMP, Doubs
- Claude Birraux, UMP, Haute-Savoie
- Christian Blanc, UDF, Yvelines
- Étienne Blanc, UMP, Ain
- Jean-Pierre Blazy, PS, Val-d’Oise
- Émile Blessig, UMP, Bas-Rhin
- Serge Blisko, PS, Paris
- Patrick Bloche, PS, Paris
- Roland Blum, UMP, Bouches-du-Rhône
- Jacques Bobe, UMP, Charente
- Alain Bocquet, communiste, Nord
- Jean-Claude Bois, PS, Pas-de-Calais
- Yves Boisseau, UMP, Calvados
- Daniel Boisserie, PS, Haute-Vienne
- Marcel Bonnot, UMP, Doubs
- Maxime Bono, PS, Charente-Maritime
- Augustin Bonrepaux, PS, Ariège
- Bernard Bosson, UDF, Haute-Savoie
- Jean-Michel Boucheron, PS, Ille-et-Vilaine
- René Bouin, UMP, Maine-et-Loire
- Roger Boullonnois, UMP, Seine-et-Marne
- Gilles Bourdouleix, UMP, Maine-et-Loire
- Bruno Bourg-Broc, UMP, Marne
- Pierre Bourguignon, PS, Seine-Maritime
- Chantal Bourragué, UMP, Gironde
- Danielle Bousquet, PS, Côtes-d’Armor
- Christine Boutin, UMP, Yvelines
- Loïc Bouvard, UMP, Morbihan
- Michel Bouvard, UMP, Savoie
- Patrick Braouezec, communiste, Seine-Saint-Denis
- Ghislain Bray, UMP, Seine-et-Marne
- Philippe Briand, UMP, Indre-et-Loire
- Jacques Briat, UMP, Tarn-et-Garonne
- Maryvonne Briot, UMP, Haute-Saône
- Bernard Brochand, UMP, Alpes-Maritimes
- François Brottes, PS, Isère
- Chantal Brunel, UMP, Seine-et-Marne
- Jacques Brunhes, communiste, Hauts-de-Seine
- Marie-George Buffet, communiste, Seine-Saint-Denis
- Michel Buillard, UMP, Französisch-Polynesien
- Yves Bur, UMP, Bas-Rhin

## C
- Christian Cabal, UMP, Loire
- Marcel Cabiddu, PS, Pas-de-Calais
- Dominique Caillaud, UMP, Vendée

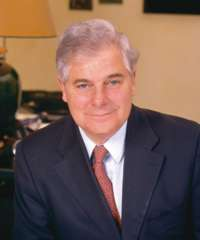
Pascal Clément

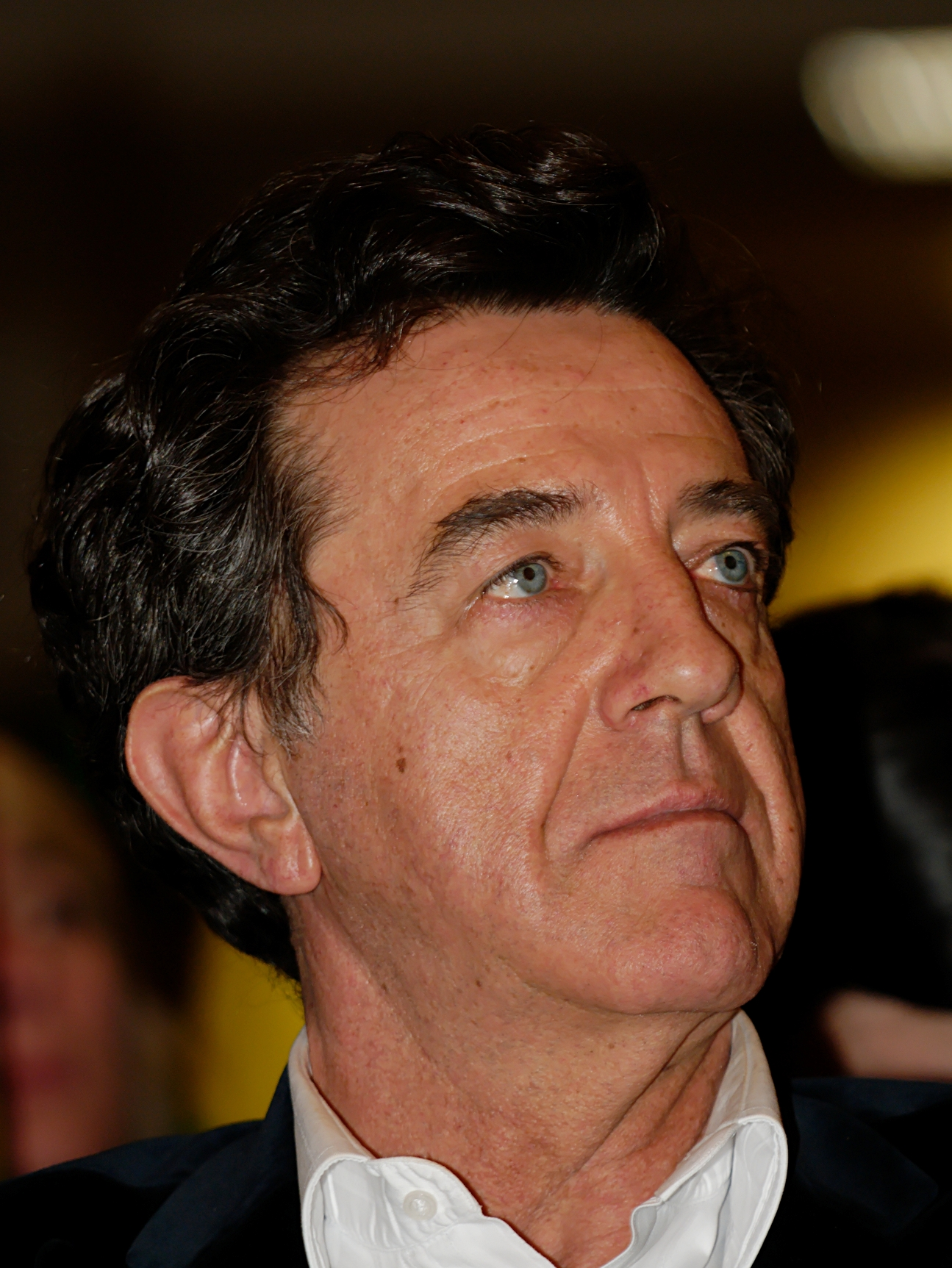
Yves Cochet

- François Calvet, UMP, Pyrénées-Orientales
- Jean-Christophe Cambadélis, PS, Paris
- Bernard Carayon, UMP, Tarn
- Thierry Carcenac, PS, Tarn
- Pierre Cardo, UMP, Yvelines
- Christophe Caresche, PS, Paris
- Antoine Carré, UMP, Loiret
- Gilles Carrez, UMP, Val-de-Marne
- Martine Carrillon-Couvreur, PS, Nièvre
- Laurent Cathala, PS, Val-de-Marne
- Richard Cazenave, UMP, Isère
- Joëlle Ceccaldi-Raynaud, UMP, Hauts-de-Seine
- Yves Censi, UMP, Aveyron
- Jean-Yves Chamard, UMP, Vienne
- Jean-Paul Chanteguet, PS, Indre
- Gérard Charasse, parteilos, Allier
- Hervé de Charette, UMP, Maine-et-Loire
- Jean-Paul Charié, UMP, Loiret
- Jean Charroppin, UMP, Jura
- Jérôme Chartier, UMP, Val-d’Oise
- Michel Charzat, PS, Paris
- André Chassaigne, communiste, Puy-de-Dôme
- Roland Chassain, UMP, Bouches-du-Rhône
- Luc-Marie Chatel, UMP, Haute-Marne
- Jean-Marc Chavanne, UMP, Haute-Savoie
- Gérard Cherpion, UMP, Vosges
- Jean-François Chossy, UMP, Loire
- Jean-Louis Christ, UMP, Haut-Rhin
- Dino Cinieri, UMP, Loire
- Alain Claeys, PS, Vienne
- Pascal Clément, UMP, Loire
- Marie-Françoise Clergeau, PS, Loire-Atlantique
- Philippe Cochet, UMP, Rhône
- Yves Cochet, parteilos, Paris
- Gilles Cocquempot, PS, Pas-de-Calais
- Pierre Cohen, PS, Haute-Garonne
- Georges Colombier, UMP, Isère
- Geneviève Colot, UMP, Essonne
- Anne-Marie Comparini, UDF, Rhône
- François Cornut-Gentille, UMP, Haute-Marne
- Louis Cosyns, UMP, Cher
- René Couanau, UMP, Ille-et-Vilaine
- Charles de Courson, UDF, Marne
- Édouard Courtial, UMP, Oise
- Alain Cousin, UMP, Manche
- Jean-Yves Cousin, UMP, Calvados
- Yves Coussain, UMP, Cantal
- Jean-Michel Couve, UMP, Var
- Charles Cova, UMP, Seine-et-Marne
- Paul-Henri Cugnenc, UMP, Hérault
- Henri Cuq, UMP, Yvelines

## D
- Claude Darciaux, PS, Côte-d’Or
- Olivier Dassault, UMP, Oise
- Michel Dasseux, PS, Dordogne

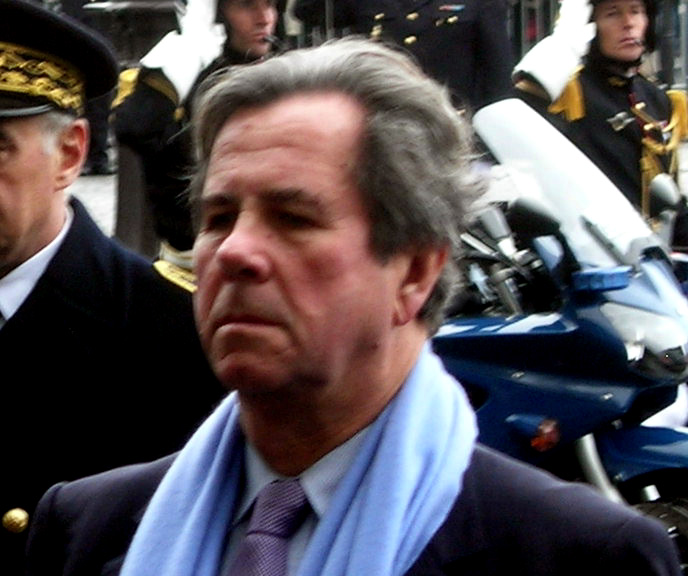
Jean-Louis Debré

- Marc-Philippe Daubresse, UMP, Nord
- Martine David, PS, Rhône
- Jean-Louis Debré, UMP, Eure
- Jean-Claude Decagny, UMP, Nord
- Christian Decocq, UMP, Nord
- Jean-Pierre Decool, apparenté UMP, Nord
- Bernard Deflesselles, UMP, Bouches-du-Rhône
- Jean-Pierre Defontaine, apparenté PS, Pas-de-Calais
- Lucien Degauchy, UMP, Oise
- Marcel Dehoux, PS, Nord
- Francis Delattre, UMP, Val-d’Oise
- Michel Delebarre, PS, Nord
- Richard Dell’Agnola, UMP, Val-de-Marne
- Patrick Delnatte, UMP, Nord
- Jean Delobel, PS, Nord
- Jean-Marie Demange, UMP, Moselle
- Stéphane Demilly, UDF, Somme
- Yves Deniaud, UMP, Orne
- Bernard Depierre, UMP, Côte-d’Or
- Léonce Deprez, UMP, Pas-de-Calais
- Bernard Derosier, PS, Nord
- Marie-Hélène des Esgaulx, UMP, Gironde
- Jacques Desallangre, communiste, Aisne
- Jean-Jacques Descamps, UMP, Indre-et-Loire
- Michel Destot, PS, Isère
- Éric Diard, UMP, Bouches-du-Rhône
- Jean Diébold, UMP, Haute-Garonne
- Michel Diefenbacher, UMP, Lot-et-Garonne
- Jean Dionis du Séjour, UDF, Lot-et-Garonne
- Marc Dolez, PS, Nord
- Jacques Domergue, UMP, Hérault
- Renaud Donnedieu de Vabres, UMP, Indre-et-Loire
- Jean-Pierre Door, UMP, Loiret
- Dominique Dord, UMP, Savoie
- François Dosé, PS, Meuse
- René Dosière, PS, Aisne
- Philippe Douste-Blazy, UMP, Haute-Garonne
- Julien Dray, PS, Essonne
- Tony Dreyfus, PS, Paris
- Guy Drut, UMP, Seine-et-Marne
- Jean-Michel Dubernard, UMP, Rhône
- Philippe Dubourg, UMP, Gironde
- Gérard Dubrac, UMP, Gers
- Pierre Ducout, PS, Gironde
- Jean-Pierre Dufau, PS, Landes
- Jean-Louis Dumont, PS, Meuse
- Jean-Pierre Dupont, UMP, Corrèze
- Nicolas Dupont-Aignan, UMP, Essonne
- Jean-Paul Dupré, PS, Aude
- Yves Durand, PS, Nord
- Frédéric Dutoit, communiste, Bouches-du-Rhône

## E
- Henri Emmanuelli, PS, Landes
- Christian Estrosi, UMP, Alpes-Maritimes
- Claude Evin, PS, Loire-Atlantique

## F

Laurent Fabius

- Laurent Fabius, PS, Seine-Maritime
- Albert Facon, PS, Pas-de-Calais
- Pierre-Louis Fagniez, UMP, Val-de-Marne
- Francis Falala, UMP, Marne
- Yannick Favennec, UMP, Mayenne
- Georges Fenech, UMP, Rhône
- Jean-Michel Ferrand, UMP, Vaucluse
- Alain Ferry, apparenté UMP, Bas-Rhin
- Daniel Fidelin, UMP, Seine-Maritime
- André Flajolet, UMP, Pas-de-Calais
- Jacques Floch, PS, Loire-Atlantique
- Jean-Claude Flory, UMP, Ardèche
- Philippe Folliot, apparenté UDF, Tarn
- Pierre Forgues, PS, Hautes-Pyrénées
- Nicolas Forissier, UMP, Indre
- Jean-Michel Fourgous, UMP, Yvelines
- Michel Françaix, PS, Oise
- Arlette Franco, UMP, Pyrénées-Orientales
- Jacqueline Fraysse, communiste, Hauts-de-Seine
- Pierre Frogier, UMP, Neukaledonien
- Yves Fromion, UMP, Cher

## G
- Claude Gaillard, UMP, Meurthe-et-Moselle
- Cécile Gallez, apparenté UMP, Nord
- René Galy-Dejean, UMP, Paris
- Gilbert Gantier, UDF, Paris
- Daniel Gard, UMP, Aisne
- Jean-Paul Garraud, UMP, Gironde
- Daniel Garrigue, UMP sowie République solidaire, Dordogne
- Claude Gatignol, UMP, Manche
- Jean Gaubert, PS, Côtes-d’Armor
- Jean de Gaulle, UMP, Paris
- Jean-Jacques Gaultier, UMP, Vosges
- Nathalie Gautier, PS, Rhône
- Catherine Génisson, PS, Pas-de-Calais
- Guy Geoffroy, UMP sowie République solidaire, Seine-et-Marne
- André Gerin, communiste, Rhône
- Alain Gest, UMP, Somme
- Jean-Marie Geveaux, UMP, Sarthe
- Paul Giacobbi, apparenté PS, Haute-Corse
- Franck Gilard, UMP, Eure
- Bruno Gilles, UMP, Bouches-du-Rhône
- Georges Ginesta, UMP, Var
- Jean-Pierre Giran, UMP, Var
- Claude Girard, UMP, Doubs
- Joël Giraud, apparenté PS, Hautes-Alpes
- Maurice Giro, UMP, Vaucluse
- Louis Giscard d’Estaing, UMP, Puy-de-Dôme
- Jean Glavany, PS, Hautes-Pyrénées
- Claude Goasguen, UMP, Paris
- Jacques Godfrain, UMP, Aveyron
- Pierre Goldberg, communiste, Allier
- François-Michel Gonnot, UMP, Oise
- Gaëtan Gorce, PS, Nièvre
- Jean-Pierre Gorges, UMP, Eure-et-Loir
- François Goulard, UMP sowie République solidaire, Morbihan
- Alain Gouriou, PS, Côtes-d’Armor
- Jean-Pierre Grand, UMP sowie République solidaire, Hérault
- Claude Greff, UMP, Indre-et-Loire
- Maxime Gremetz, communiste, Somme
- Jean Grenet, UMP, Pyrénées-Atlantiques
- Gérard Grignon, apparenté UMP, Saint-Pierre-et-Miquelon
- François Grosdidier, UMP, Moselle
- Arlette Grosskost, UMP, Haut-Rhin
- Serge Grouard, UMP, Loiret
- Louis Guédon, UMP, Vendée
- Jean-Claude Guibal, UMP, Alpes-Maritimes
- Lucien Guichon, UMP, Ain
- Élisabeth Guigou, PS, Seine-Saint-Denis
- François Guillaume, UMP, Meurthe-et-Moselle
- Jean-Jacques Guillet, UMP, Hauts-de-Seine
- Paulette Guinchard-Kunstler, PS, Doubs

## H

François Hollande

- David Habib, PS, Pyrénées-Atlantiques
- Georges Hage, communiste, Nord
- Gérard Hamel, UMP, Eure-et-Loir
- Emmanuel Hamelin, UMP, Rhône
- Joël Hart, UMP, Somme
- Michel Heinrich, UMP, Vosges
- Pierre Hellier, UMP, Sarthe
- Laurent Hénart, UMP, Meurthe-et-Moselle
- Pierre Hériaud, UMP, Loire-Atlantique
- Patrick Herr, UMP, Seine-Maritime
- Antoine Herth, apparenté UMP, Bas-Rhin
- Francis Hillmeyer, UDF, Haut-Rhin
- Danièle Hoffman-Rispal, PS, Paris
- François Hollande, PS, Corrèze
- Philippe Houillon, UMP, Val-d’Oise
- Jean-Yves Hugon, UMP, Indre
- Michel Hunault, UMP, Loire-Atlantique
- Sébastien Huyghe, UMP, Nord

## I
- Jean-Louis Idiart, PS, Haute-Garonne
- Françoise Imbert, PS, Haute-Garonne

## J
- Muguette Jacquaint, communiste, Seine-Saint-Denis
- Denis Jacquat, UMP, Moselle
- Édouard Jacque, UMP, Meurthe-et-Moselle
- Éric Jalton, parteilos, Guadeloupe
- Janine Jambu, communiste, Hauts-de-Seine
- Serge Janquin, PS, Pas-de-Calais
- Olivier Jardé, UDF, Somme
- Christian Jeanjean, UMP, Hérault
- Yves Jego, UMP, Seine-et-Marne
- Maryse Joissains-Masini, UMP, Bouches-du-Rhône
- Marc Joulaud, UMP, Sarthe
- Alain Joyandet, UMP, Haute-Saône
- Dominique Juillot, UMP, Saône-et-Loire
- Didier Julia, UMP, Seine-et-Marne
- Armand Jung, PS, Bas-Rhin
- Alain Juppé, UMP, Gironde

## K
- Mansour Kamardine, UMP, Mayotte
- Aimé Kergueris, UMP, Morbihan
- Christian Kert, UMP, Bouches-du-Rhône
- Nathalie Kosciusko-Morizet, UMP, Essonne
- Jacques Kossowski, UMP, Hauts-de-Seine
- Jean-Pierre Kucheida, PS, Pas-de-Calais

## L
- Patrick Labaune, UMP, Drôme
- Yvan Lachaud, UDF, Gard
- Conchita Lacuey, PS, Gironde

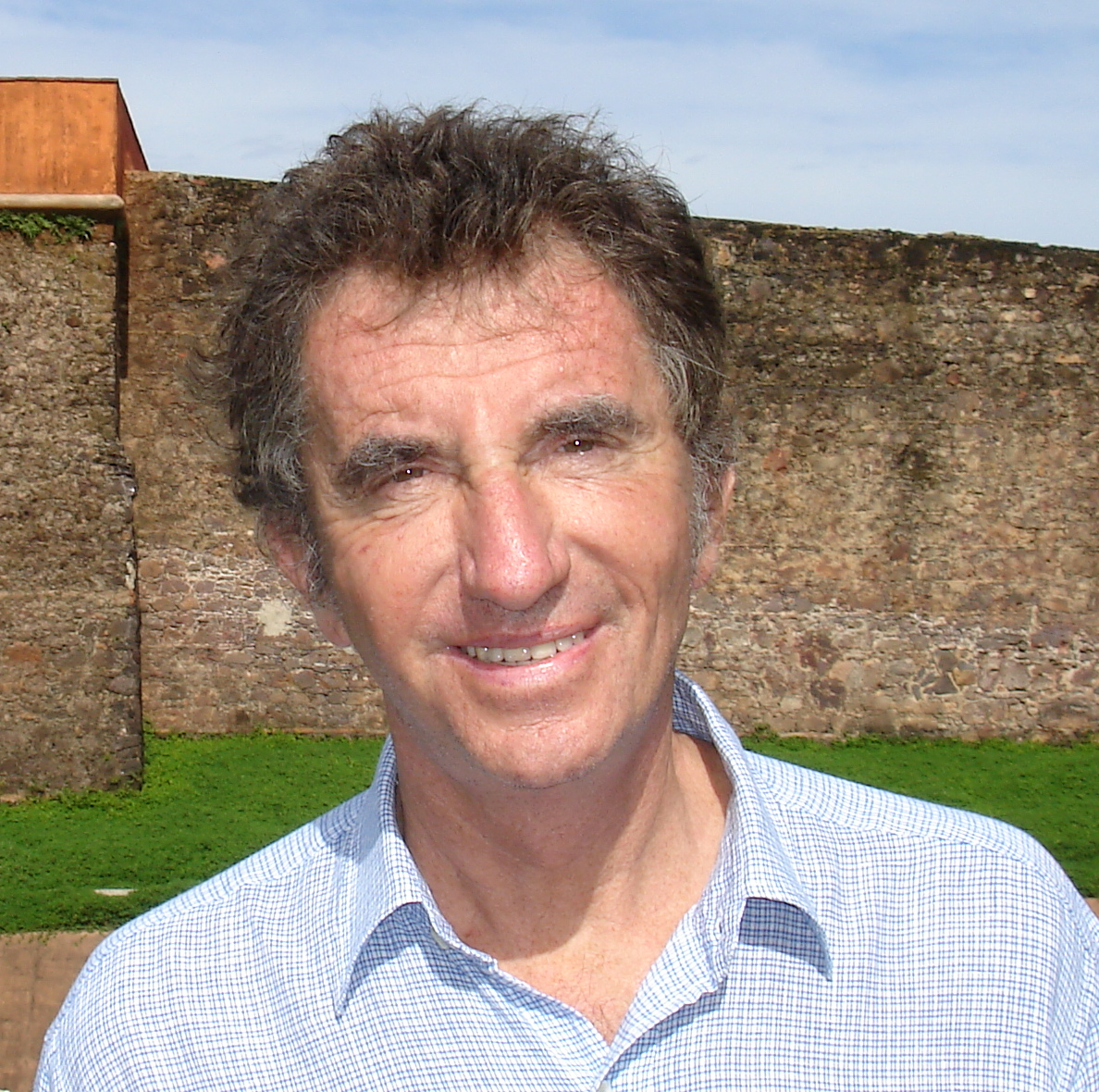
Jack Lang

- Marc Laffineur, UMP, Maine-et-Loire
- Jacques Lafleur, UMP, Neukaledonien
- Jean-Christophe Lagarde, UDF, Seine-Saint-Denis
- Jérôme Lambert, PS, Charente
- Marguerite Lamour, UMP, Finistère
- François Lamy, PS, Essonne
- Robert Lamy, UMP, Rhône
- Édouard Landrain, UMP, Loire-Atlantique
- Jack Lang, PS, Pas-de-Calais
- Pierre Lang, UMP, Moselle
- Pierre Lasbordes, UMP, Essonne
- Jean Lassalle, UDF, Pyrénées-Atlantiques
- Jean Launay, PS, Lot
- Thierry Lazaro, UMP, Nord
- Jean-Yves Le Bouillonnec, PS, Val-de-Marne
- Marylise Lebranchu, PS, Finistère
- Brigitte Le Brethon, UMP, Calvados
- Gilbert Le Bris, PS, Finistère
- Robert Lecou, UMP, Hérault
- Jean-Yves Le Déaut, PS, Meurthe-et-Moselle
- Jean-Yves Le Drian, PS, Morbihan
- Michel Lefait, PS, Pas-de-Calais
- Jean-Claude Lefort, communiste, Val-de-Marne
- Jean-Marc Lefranc, UMP, Calvados
- Marc Le Fur, UMP, Côtes-d’Armor
- Jean Le Garrec, PS, Nord
- Jacques Le Guen, UMP sowie République solidaire, Finistère
- Jean-Marie Le Guen, PS, Paris
- Michel Lejeune, UMP, Seine-Maritime
- Pierre Lellouche, UMP, Paris
- Patrick Lemasle, PS, Haute-Garonne
- Dominique Le Mèner, UMP, Sarthe
- Jean Lemière, UMP, Manche
- Jean-Claude Lemoine, UMP, Manche
- Jacques Le Nay, UMP, Morbihan
- Guy Lengagne, PS, Pas-de-Calais
- Jean-Claude Lenoir, UMP, Orne
- Gérard Léonard, UMP, Meurthe-et-Moselle
- Jean-Louis Léonard, UMP, Charente-Maritime
- Jean Leonetti, UMP, Alpes-Maritimes
- Arnaud Lepercq, UMP, Vienne
- Annick Lepetit, parteilos, Paris
- Pierre Lequiller, UMP, Yvelines
- Jean-Pierre Le Ridant, UMP, Loire-Atlantique
- Bruno Le Roux, PS, Seine-Saint-Denis
- Jean-Claude Leroy, PS, Pas-de-Calais
- Maurice Leroy, UDF, Loir-et-Cher
- Claude Leteurtre, UDF, Calvados
- Céleste Lett, UMP, Moselle
- Édouard Leveau, UMP, Seine-Maritime
- Geneviève Levy, UMP, Var
- François Liberti, communiste, Hérault
- Michel Liebgott, PS, Moselle
- Martine Lignières-Cassou, PS, Pyrénées-Atlantiques
- François Loncle, PS, Eure
- Gérard Lorgeoux, UMP, Morbihan
- Gabrielle Louis-Carabin, UMP, Guadeloupe
- Lionnel Luca, UMP, Alpes-Maritimes
- Victorin Lurel, PS, Guadeloupe

## M
- Daniel Mach, UMP, Pyrénées-Orientales
- Alain Madelin, UMP, Ille-et-Vilaine
- Bernard Madrelle, PS, Gironde
- Richard Mallié, UMP, Bouches-du-Rhône
- Noël Mamère, parteilos (Les Verts), Gironde
- Jean-François Mancel, UMP, Oise
- Louis-Joseph Manscour, PS, Martinique
- Thierry Mariani, UMP, Vaucluse
- Alfred Marie-Jeanne, parteilos, Martinique
- Hervé Mariton, UMP, Drôme
- Muriel Marland-Militello, UMP, Alpes-Maritimes
- Alain Marleix, UMP, Cantal
- Franck Marlin, apparenté UMP, Essonne
- Alain Marsaud, UMP, Haute-Vienne
- Jean Marsaudon, UMP, Essonne
- Philippe Martin, PS, Gers
- Philippe Martin, UMP, Marne
- Henriette Martinez, UMP, Hautes-Alpes
- Patrice Martin-Lalande, UMP, Loir-et-Cher
- Alain Marty, UMP, Moselle
- Jacques Masdeu-Arus, UMP, Yvelines
- Christophe Masse, PS, Bouches-du-Rhône
- Jean-Claude Mathis, UMP, Aube
- Didier Mathus, PS, Saône-et-Loire
- Pierre Méhaignerie, UMP, Ille-et-Vilaine
- Christian Ménard, UMP, Finistère
- Alain Merly, UMP, Lot-et-Garonne
- Denis Merville, UMP, Seine-Maritime
- Damien Meslot, UMP, Territoire de Belfort
- Kléber Mesquida, PS, Hérault
- Gilbert Meyer, UMP, Haut-Rhin
- Pierre Micaux, UMP, Aube
- Jean Michel, PS, Puy-de-Dôme
- Didier Migaud, PS, Isère
- Hélène Mignon, PS, Haute-Garonne
- Jean-Claude Mignon, UMP, Seine-et-Marne
- Marie-Anne Montchamp, UMP sowie République solidaire, Val-de-Marne
- Arnaud Montebourg, PS, Saône-et-Loire
- Pierre Morange, UMP, Yvelines
- Nadine Morano, UMP, Meurthe-et-Moselle
- Pierre Morel-A-L’Huissier, UMP, Lozère
- Hervé Morin, UDF, Eure
- Jean-Marie Morisset, UMP, Deux-Sèvres
- Georges Mothron, parteilos, Val-d’Oise
- Étienne Mourrut, UMP, Gard
- Alain Moyne-Bressand, UMP, Isère
- Jacques Myard, UMP, Yvelines

## N
- Henri Nayrou, PS, Ariège
- Alain Néri, PS, Puy-de-Dôme
- Jean-Marc Nesme, UMP, Saône-et-Loire
- Jean-Pierre Nicolas, UMP, Eure
- Yves Nicolin, UMP, Loire
- Hervé Novelli, UMP, Indre-et-Loire
- Jean-Marc Nudant, UMP, Côte-d’Or

## O
- Marie-Renée Oget, PS, Côtes-d’Armor
- Patrick Ollier, UMP, Hauts-de-Seine

## P
- Dominique Paillé, UMP, Deux-Sèvres
- Michel Pajon, PS, Seine-Saint-Denis
- Françoise de Panafieu, UMP, Paris
- Robert Pandraud, UMP, Seine-Saint-Denis
- Christian Paul, PS, Nièvre
- Daniel Paul, communiste, Seine-Maritime
- Béatrice Pavy, UMP, Sarthe
- Christophe Payet, PS, Réunion
- Valérie Pecresse, UMP, Yvelines
- Germinal Peiro, PS, Dordogne
- Jacques Pélissard, UMP, Jura
- Philippe Pemezec, UMP, Hauts-de-Seine
- Jean-Claude Perez, PS, Aude
- Pierre-André Périssol, UMP, Allier
- Marie-Françoise Pérol-Dumont, PS, Haute-Vienne
- Geneviève Perrin-Gaillard, PS, Deux-Sèvres
- Nicolas Perruchot, UDF, Loir-et-Cher
- Bernard Perrut, UMP, Rhône
- Christian Philip, UMP, Rhône
- Étienne Pinte, UMP, Yvelines
- Michel Piron, UMP, Maine-et-Loire
- Serge Poignant, UMP, Loire-Atlantique
- Bérengère Poletti, UMP, Ardennes
- Axel Poniatowski, UMP, Val-d’Oise
- Josette Pons, UMP, Var
- Daniel Poulou, UMP, Pyrénées-Atlantiques
- Jean-Luc Préel, UDF, Vendée
- Daniel Prévost, UMP, Ille-et-Vilaine
- Christophe Priou, UMP, Loire-Atlantique
- Jean Proriol, UMP, Haute-Loire

## Q
- Didier Quentin, UMP, Charente-Maritime
- Jean-Jack Queyranne, PS, Rhône
- Paul Quilès, PS, Tarn

## R

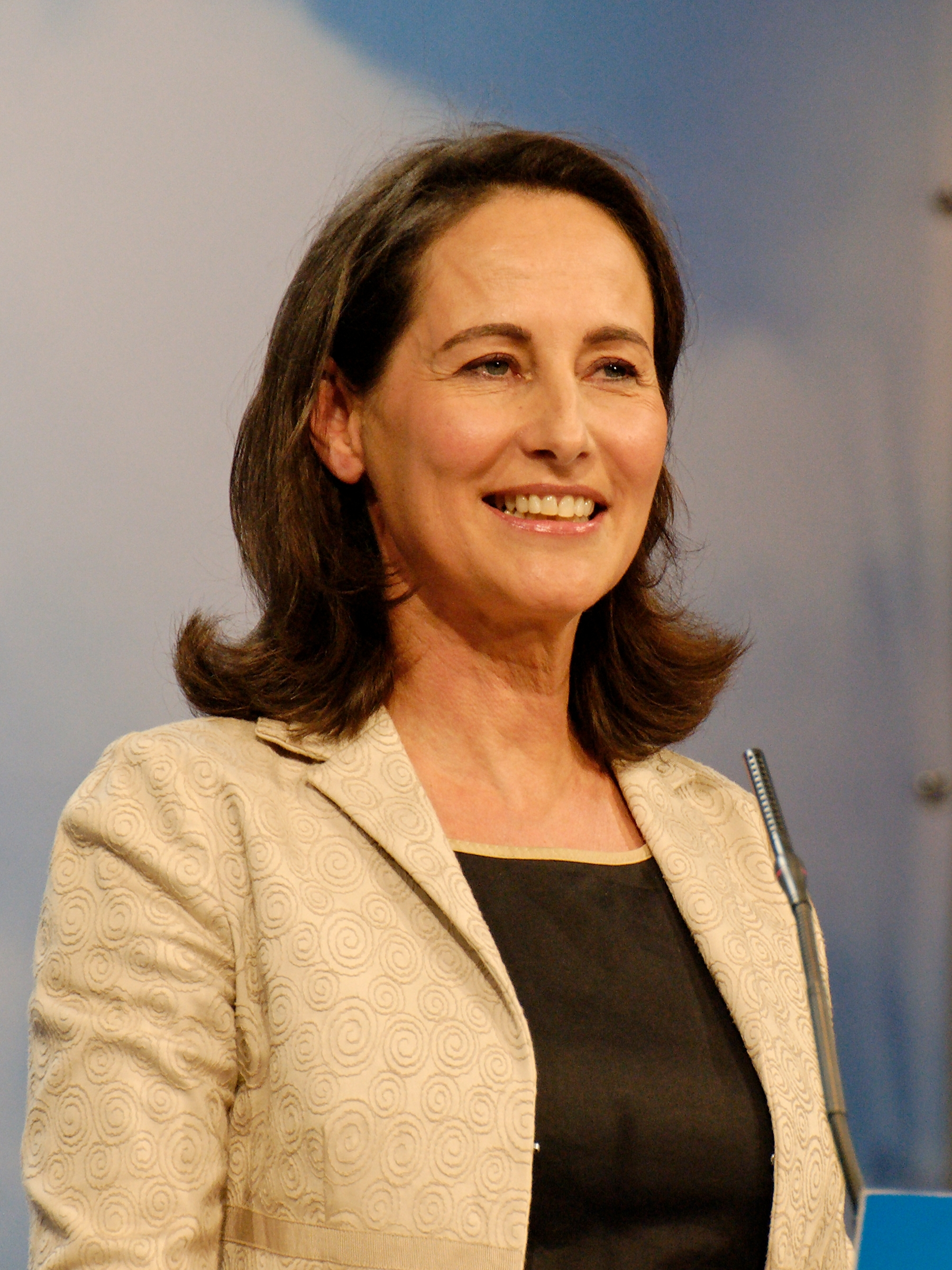
Ségolène Royal

- Michel Raison, UMP sowie République solidaire, Haute-Saône
- Marcelle Ramonet, UMP, Finistère
- Éric Raoult, UMP, Seine-Saint-Denis
- Jean-François Régère, UMP, Gironde
- Frédéric Reiss, UMP, Bas-Rhin
- Jean-Luc Reitzer, UMP, Haut-Rhin
- Jacques Remiller, UMP, Isère
- Simon Renucci, apparenté PS, Corse-du-Sud
- Marc Reymann, UMP, Bas-Rhin
- Dominique Richard, UMP, Maine-et-Loire
- Juliana Rimane, UMP, Guyane
- Jérôme Rivière, UMP, Alpes-Maritimes
- Jean Roatta, UMP, Bouches-du-Rhône
- Chantal Robin-Rodrigo, apparenté PS, Hautes-Pyrénées
- Camille de Rocca Serra, UMP, Corse-du-Sud
- François Rochebloine, UDF, Loire
- Alain Rodet, PS, Haute-Vienne
- Marie-Josée Roig, UMP, Vaucluse
- Vincent Rolland, UMP, Savoie
- Jean-Marie Rolland, UMP, Yonne
- Bernard Roman, PS, Nord
- Serge Roques, UMP, Aveyron
- Philippe Rouault, UMP, Ille-et-Vilaine
- Jean-Marc Roubaud, UMP, Gard
- Michel Roumegoux, UMP, Lot
- René Rouquet, PS, Val-de-Marne
- Max Roustan, UMP, Gard
- Xavier de Roux, UMP, Charente-Maritime
- Patrick Roy, PS, Nord
- Ségolène Royal, PS, Deux-Sèvres

## S

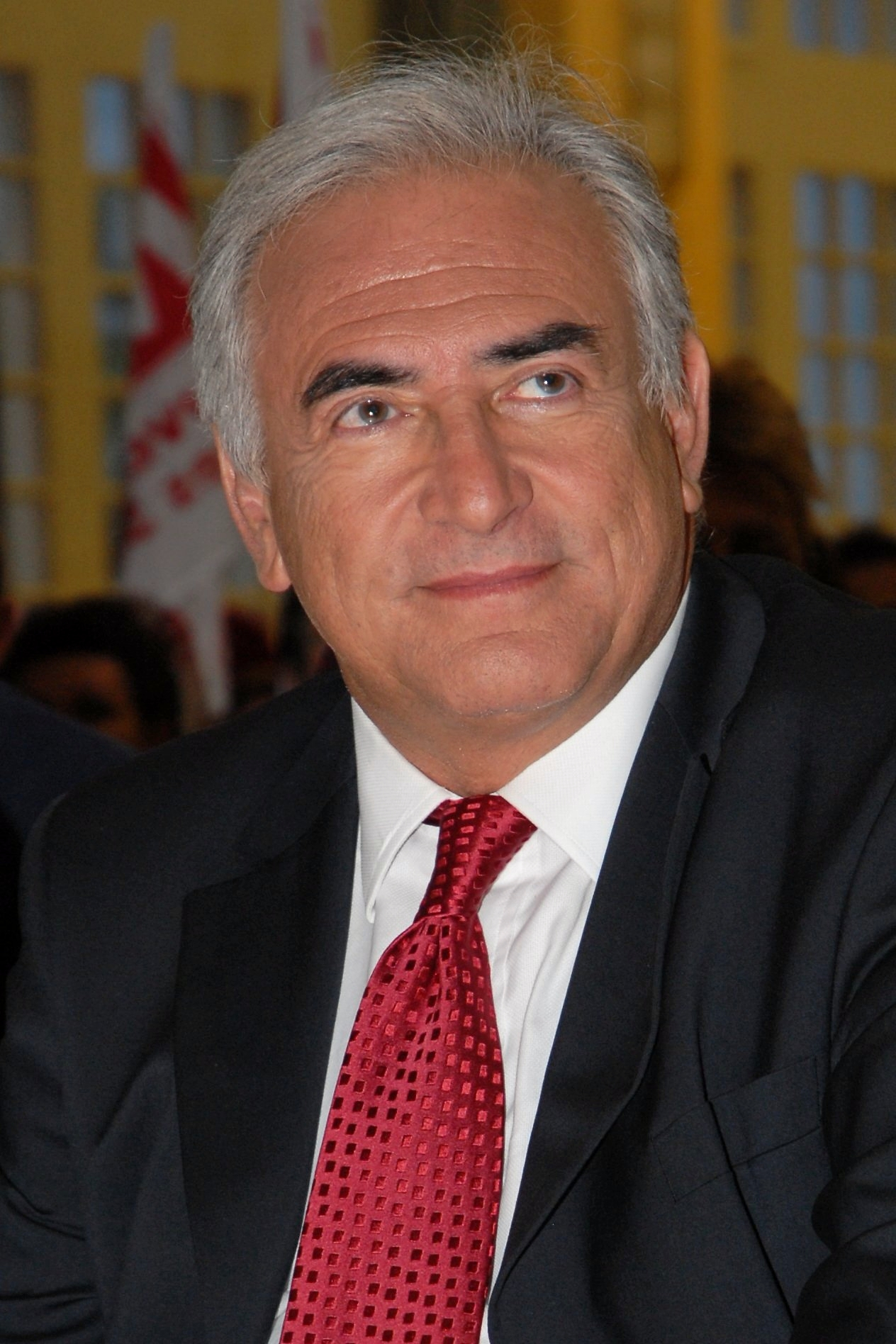
Dominique Strauss-Kahn

- Martial Saddier, UMP, Haute-Savoie
- Michel Sainte-Marie, PS, Gironde
- Francis Saint-Léger, UMP, Lozère
- Frédéric de Saint-Sernin, UMP, Dordogne
- Rudy Salles, UDF, Alpes-Maritimes
- André Samitier, apparenté UMP, Yvelines
- Pierre-Jean Samot, parteilos, Martinique
- Jean-Claude Sandrier, communiste, Cher
- André Santini, UDF, Hauts-de-Seine
- Joël Sarlot, parteilos, Vendée
- Odile Saugues, PS, Puy-de-Dôme
- François Sauvadet, UDF, Côte-d’Or
- François Scellier, UMP, Val-d’Oise
- André Schneider, UMP, Bas-Rhin
- Bernard Schreiner, UMP, Bas-Rhin
- Roger-Gérard Schwartzenberg, apparenté PS, Val-de-Marne
- Jean-Marie Sermier, UMP, Jura
- Henri Sicre, PS, Pyrénées-Orientales
- Georges Siffredi, UMP, Hauts-de-Seine
- Yves Simon, apparenté UMP, Allier
- Jean-Pierre Soisson, UMP, Yonne
- Michel Sordi, UMP, Haut-Rhin
- Frédéric Soulier, UMP, Corrèze
- Daniel Spagnou, UMP, Alpes-de-Haute-Provence
- Dominique Strauss-Kahn, PS, Val-d’Oise
- Alain Suguenot, UMP, Côte-d’Or

## T
- Michèle Tabarot, UMP, Alpes-Maritimes
- Hélène Tanguy, UMP, Finistère
- Christiane Taubira, apparenté PS, Guyane
- Jean-Charles Taugourdeau, UMP, Maine-et-Loire
- Guy Teissier, UMP, Bouches-du-Rhône
- Pascal Terrasse, PS, Ardèche
- Michel Terrot, UMP, Rhône
- Irène Tharin, UMP, Doubs
- André Thien Ah Koon, apparenté UMP, Réunion
- Jean-Claude Thomas, UMP, Marne
- Rodolphe Thomas, UDF, Calvados
- Dominique Tian, UMP, Bouches-du-Rhône
- Jean Tiberi, UMP, Paris
- Philippe Tourtelier, PS, Ille-et-Vilaine
- Alfred Trassy-Paillogues, UMP, Seine-Maritime
- Georges Tron, UMP, Essonne

## U
- Jean Ueberschlag, UMP sowie République solidaire, Haut-Rhin

## V

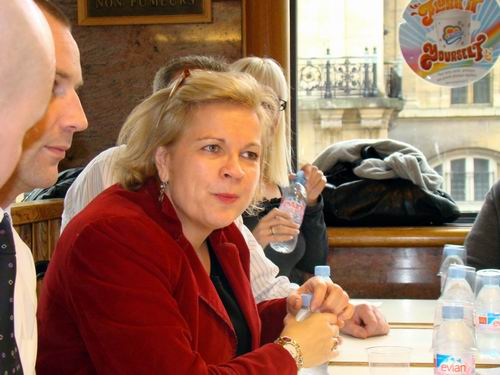
Catherine Vautrin

- Léon Vachet, UMP, Bouches-du-Rhône
- Daniel Vaillant, PS, Paris
- André Vallini, PS, Isère
- Manuel Valls, PS, Essonne
- Christian Vanneste, UMP, Nord
- François Vannson, apparenté UMP, Vosges
- Catherine Vautrin, UMP, Marne
- Michel Vaxès, communiste, Bouches-du-Rhône
- Alain Venot, UMP, Eure-et-Loir
- Francis Vercamer, UDF, Nord
- Michel Vergnier, PS, Creuse
- Béatrice Vernaudon, UMP, Französisch-Polynesien
- Jean-Sébastien Vialatte, UMP, Var
- René-Paul Victoria, UMP, Réunion
- Alain Vidalies, PS, Landes
- Gérard Vignoble, UDF, Nord
- François-Xavier Villain, parteilos, Nord
- Philippe de Villiers, parteilos (Mouvement pour la France), Vendée
- Jean-Claude Viollet, PS, Charente
- Philippe Vitel, UMP, Var
- Gérard Voisin, UMP, Saône-et-Loire
- Michel Voisin, UMP, Ain
- Philippe Vuilque, PS, Ardennes

## W
- Jean-Luc Warsmann, UMP sowie République solidaire, Ardennes
- Gérard Weber, UMP, Ardèche
- Éric Woerth, UMP, Oise

## Z
- Marie-Jo Zimmermann, UMP, Moselle
- Émile Zuccarelli, parteilos, Haute-Corse
- Michel Zumkeller, UMP, Territoire de Belfort